# Fontana della Scapigliata

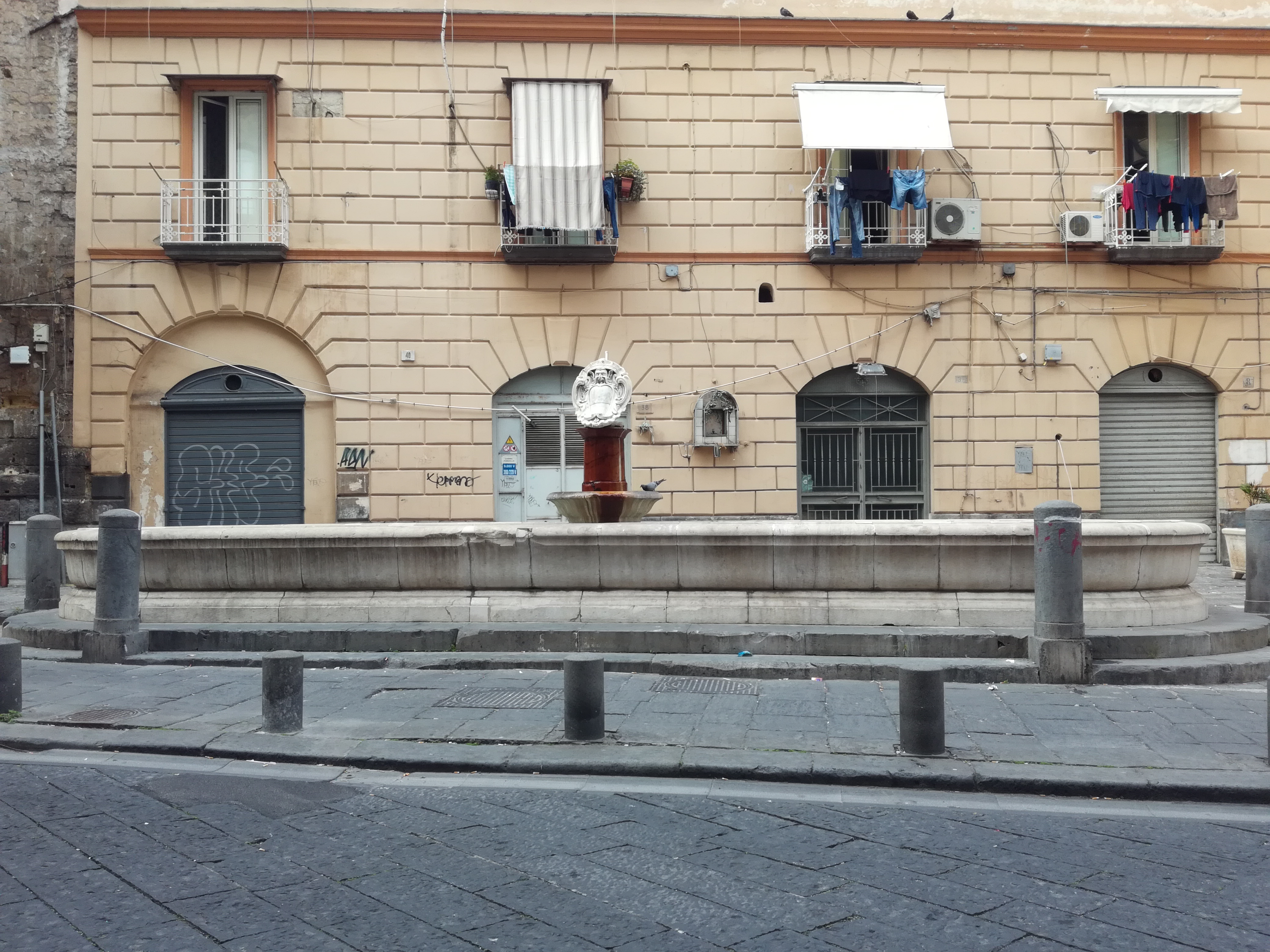
La fontana

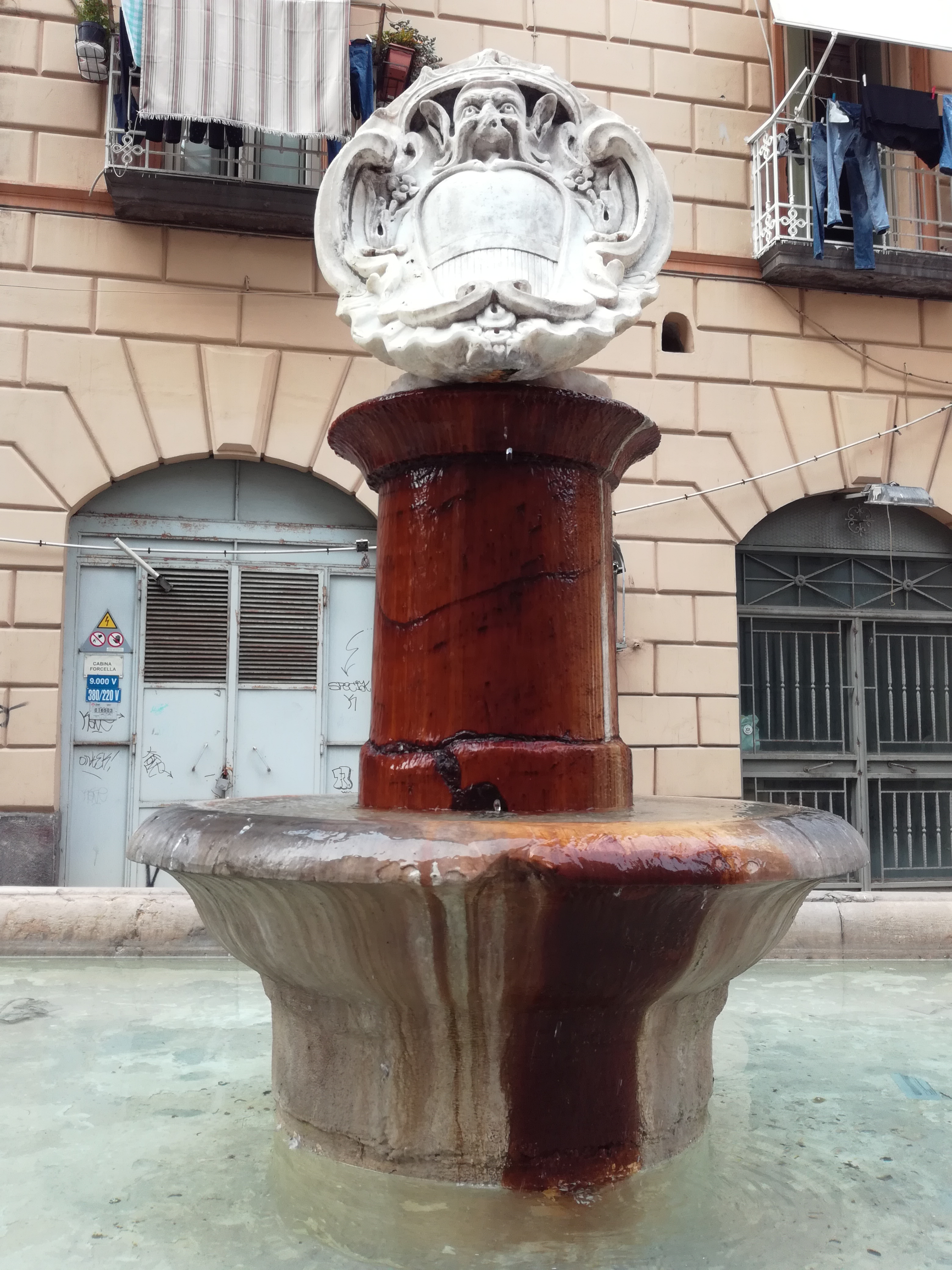
Particolare della colonna

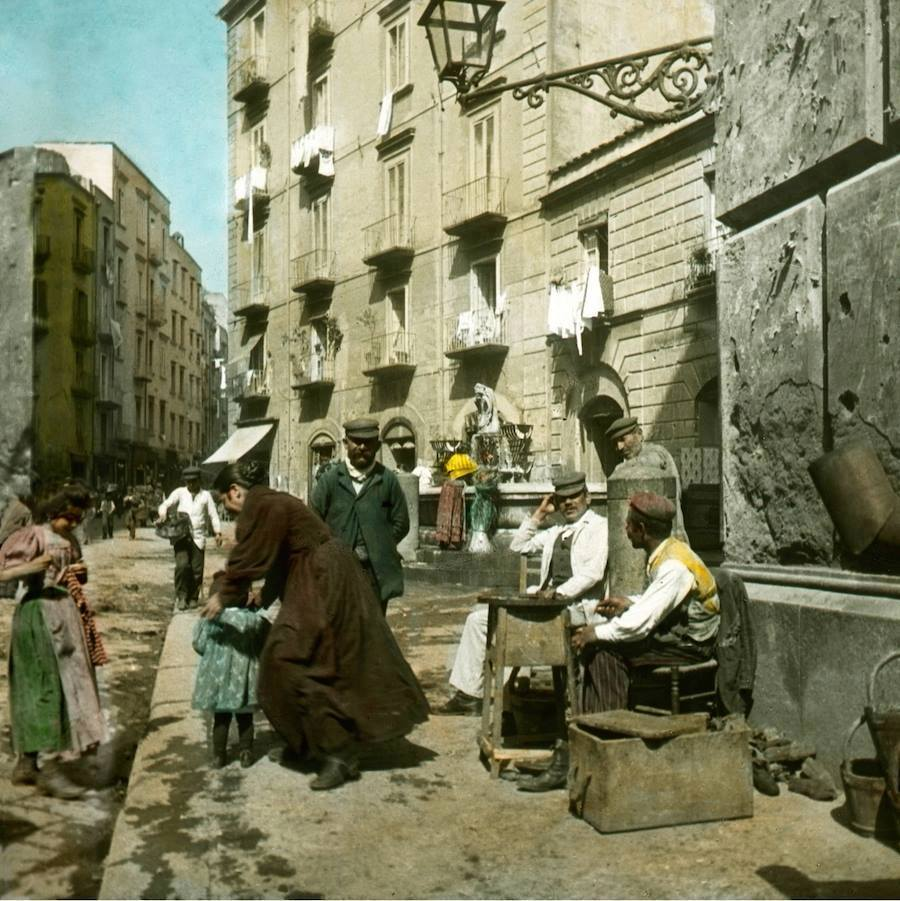
Popolani intorno alla fontana della Scapigliata (fine XIX secolo)

La fontana della Scapigliata è una storica fontana di Napoli, ubicata in via Egizaca a Forcella, dirimpetto all'Ospedale Cardinale Ascalesi.
Venne eretta tra il 1539 e il 1541 su disegni di Giovanni da Nola, per volontà del viceré Don Pedro de Toledo. In origine Fu denominata della Scompigliata, per il particolare getto d'acqua che fuoriusciva e andava ad infrangersi su una pietra a forma di scoglio posta al centro della vasca ellittica. Successivamente il popolo ne corruppe il nome in 'Scapigliata' Nella seconda metà del XIX secolo lo scoglio fu distrutto e sostituito da una colonna sormontata da uno stemma rivolto verso l'ospedale.
Accanto, vi è un'altra fontana, quella del Capone; oggi, attraverso un restauro conservativo, le strutture sono ritornate all'antico splendore.